# 北滘公园站
北滘公园站是佛山地铁3号线和广州地铁7号线的一座换乘车站，位于中国广东省佛山市顺德区北滘镇林上北路诚德路口西北侧的地底。车站在2022年5月1日随广州地铁7號線西延段开通而启用，2022年12月28日随着佛山地铁3号线启用而成为换乘站。

## 车站结构
北滘公园站总长210米，标准段宽49.9米，占地面积约10,500平方米，是广州地铁7号线西延段工程中最大的车站。另外，本站与同属佛山3号线的佛山西站地铁站均为采用三岛式站台的车站，而且都是换乘站。惟两站的站线配置等细节有所不同。
本站是广州7号线西延顺德段开通时其中一个特色主题车站，以“全球视野·百滘峥嵘”为主题。为展现北滘镇的“百滘”水文化，站厅及站台大量使用了龙舟、船桨、波浪等元素进行装饰；而站厅中央布置的地球模型，则体现了顺德和北滘拥有开放的全球视野。
因本站为广佛两市各自线路的交汇换乘站，故在佛山3号线开通时本站站内导向指示的线路名称全数增加“广州”和“佛山”的城市前缀，方便乘客辨识。此外，雖然廣州7號線和佛山3號線分別由广州地铁和佛山地鐵負責營運，但由於本站由廣州地鐵7號線負責興建，因此整个车站包括广州7号线轨行区范围由广州地铁负责營運，而佛山地鐵仅負責本站佛山3號線軌行區范围。

### 车站楼层
车站共设有两层，其中地面为车站各出入口，周边为林上北路、诚德路、北滘公园、北滘医院以及其它建筑；地下一层为车站站厅；地下二层为车站站台。
| 地下一层 | 站厅          | 售票機、客服中心、商店、警务室、安检设施  |                            |                            |
| 地下二层 |               | █广州7号线 美的大道方向（下站：美的大道） |                            |                            |
|          | 2 站台 7 站台 | 岛式站台（卫生间、母婴室）                | 岛式站台（卫生间、母婴室） | 岛式站台（卫生间、母婴室） |
|          |               | █佛山3号线 中山公园方向（下站：高村）     |                            |                            |
|          | 5 站台 3 站台 | 岛式站台                                  | 岛式站台                   | 岛式站台                   |
|          |               | █广州7号线 燕山方向（下站：美的）         |                            |                            |
|          | 1 站台 4 站台 | 岛式站台（卫生间、母婴室）                | 岛式站台（卫生间、母婴室） | 岛式站台（卫生间、母婴室） |
|          |               | █佛山3号线 顺德学院站方向（下站：广教）   |                            |                            |

### 站厅
北滘公园站站厅設有售票機、自动售卡/充值机及客務中心。
为方便行人进出及换乘，本站站厅中央被划分为收费区，收费区内设有多组扶手电梯、楼梯供乘客前往两侧的1/4站台和2/7站台，亦设有三台升降机分别连通下方的三个站台。为方便中部站台经楼梯出站，站厅中心南北两端分别设有出站闸机供乘客出站，该闸机不可逆向进站。
本站的AED设于站厅C出入口车控室附近。

### 站台与换乘
本站设有三个並排的岛式站台，位于林上北路的地底，由佛山3號線與广州7號線共用。两侧的1/4站台和2/7站台东北端均设有卫生间及母婴室。
本站广州7号线站台分别编为1、2和3站台；佛山3号线则编为4、5和7站台，跳过数字6。佛山地铁方面在回覆相关查询时表示，因按照上行站台以单数编号，下行站台以双数编号的原则，3号线以中山公园方向为上行，故需要以单数编号中山公园方向的站台。因此双数的数字6被跳过，而使用5和7两个单数。
本站为顺向跨月台轉車站，是中国大陆第二座三岛四线同台换乘站。广州7号线燕山方向的月台和佛山3号线中山公园方向的月台采用西班牙式月台布局，这两个方向的列车抵站时将会开启两侧车门。因此70%的乘客可以走到其對面站台直接轉乘另一线路的列車前往目的地，但广州7号线美的大道方向和佛山3号线顺德学院站方向之间换乘则需要绕经站厅。
另外，位于中央的岛式站台只设有一台升降机和两条楼梯前往站厅。升降机可用于该站台乘客换乘或出站，而楼梯则仅供出站。
本站佛山3号线部分雖然为地下站，但由于前後沒有設置折返渡線，當颱風來襲或受其它恶劣天气影响而需要停運露天段時，佛山3號線列車只能在高村站折返，屆時本站亦會跟随高架段部分的广教站、伦教站一同停運。

### 出入口
北滘公园站启用时设有4个出入口供乘客进出，佛山3号线开通后增设D口。
|                                           |                                                       |      |          | |
|                                           |                                                       |      |          | |
| 編號                                      | 设施                                                  | 图像 | 出口指示 | 建議前往的目的地 |
| A2                                        | 扶手电梯标志                                          |      | 林上南路 | 佛山市顺德区北滘中学、百福公园、雅正幼儿园、顺德区北滘镇人民政府、北滘中心小学、北滘中学公交车站                                                                   |
| B1                                        | 盲道标志 · 无障碍通道标志 · 升降机标志 · 扶手电梯标志 |      | 林上北路 | 诚德路、顺德三院（北滘医院）、美的置业广场、悦然广场、北滘国际财富中心、北滘公园地铁站（北滘医院）公交车站                                                         |
| B2                                        | 盲道标志 · 扶手电梯标志                               |      | 诚德路   | 北滘公园、人昌路、北滘商业广场、北滘门广场、北滘图书馆、北滘文化中心、顺德自然科学馆、北滘市民活动中心、佛山市青少年文化宫（北滘宫）、岭南和园、跹陌花田、海琴水岸 |
| C                                         | 扶手电梯标志                                          |      | 诚德路   | 北滘公园、和泰中心 |
| D                                         | 盲道标志 · 无障碍通道标志 · 升降机标志 · 扶手电梯标志 |      | 林上南路 | 百福公园、北滘公园（林上路）公交车站（南行） |
| 註： 設有 \| 設有 \| 設有 \| 設有扶手電梯 |                                                       |      |          | |

## 接驳交通
北滘公园站附近有北滘中学、北滘医院（南门）等多个公交车站，方便乘客转乘公交前往顺德、番禺等地。
| 巴士 \| 编号 \| 编号 \| 线路 \| 线路 \| 线路 \| 收费 \| 运营商 \| 备注 \| \| ------ \| ------------------------ \| -------------------- \| ------------------------ \| ---------------------- \| ----- \| ----------------- \| ------------ \| \| \| 332A \| 美的微波电器工业园 \| 平日 ⇆ \| 三桂村 \| 2–3元 \| 顺德鸿运 \| \| \| 圩日 ⇆ \| 332A \| 美的微波电器工业园 \| 三桂大道 \| \| 2–3元 \| 顺德鸿运 \| \| \| \| 332B \| 博智林总部 \| ⇆ \| 北滘公园 \| 2–3元 \| 顺德鸿运 \| \| \| \| 333 \| 广珠城轨北滘站 \| ⇆ \| 乐从医院 \| 2–3元 \| 顺德鸿运 \| \| \| \| 337A \| 三洪奇公园 \| ↻ \| 三洪奇公园 \| 2元 \| 顺汽公交 \| \| \| \| 337B \| 三洪奇公园 \| ↺ \| 三洪奇公园 \| 2元 \| 顺汽公交 \| \| \| \| 353 \| 碧桂园·印象花城 \| ⇆ \| 北滘公园 \| 2–3元 \| 顺汽公交 \| \| \| \| 802 \| 新福港鼎峰公交枢纽站 \| ⇆ \| 广教工业路 \| 2–4元 \| 佛汽公交 顺德鸿运 \| \| \| \| 915 \| 霞石公交总站 \| ⇆ \| 君兰河堤公园 \| 2–3元 \| 顺德鸿运 \| \| \| \| 932 \| 君兰河堤公园 \| ⇆ \| 市妇幼保健院公交首末站 \| 2–4元 \| 顺德鸿运 \| \| \| \| 933 \| 都宁寨边村 \| 主线 ⇆ \| 龙涌市场 \| 2元 \| 顺德鸿运 \| \| \| 特班 ⇆ \| 933 \| 都宁寨边村 \| 西南工业区（德尔玛公司） \| \| 2元 \| 顺德鸿运 \| \| \| \| M3003北滘公园 地铁接驳线 \| 北滘公园B1口 \| ↻ \| 北滘公园B1口 \| 2元 \| 顺德鸿运 \| 仅工作日服务 \| |                          |                      |                          |                        |       |                   |              |
| 编号 | 编号                     | 线路                 | 线路                     | 线路                   | 收费  | 运营商            | 备注         |
| | 332A                     | 美的微波电器工业园   | 平日 ⇆                   | 三桂村                 | 2–3元 | 顺德鸿运          |              |
| 圩日 ⇆ | 332A                     | 美的微波电器工业园   | 三桂大道                 |                        | 2–3元 | 顺德鸿运          |              |
| | 332B                     | 博智林总部           | ⇆                        | 北滘公园               | 2–3元 | 顺德鸿运          |              |
| | 333                      | 广珠城轨北滘站       | ⇆                        | 乐从医院               | 2–3元 | 顺德鸿运          |              |
| | 337A                     | 三洪奇公园           | ↻                        | 三洪奇公园             | 2元   | 顺汽公交          |              |
| | 337B                     | 三洪奇公园           | ↺                        | 三洪奇公园             | 2元   | 顺汽公交          |              |
| | 353                      | 碧桂园·印象花城      | ⇆                        | 北滘公园               | 2–3元 | 顺汽公交          |              |
| | 802                      | 新福港鼎峰公交枢纽站 | ⇆                        | 广教工业路             | 2–4元 | 佛汽公交 顺德鸿运 |              |
| | 915                      | 霞石公交总站         | ⇆                        | 君兰河堤公园           | 2–3元 | 顺德鸿运          |              |
| | 932                      | 君兰河堤公园         | ⇆                        | 市妇幼保健院公交首末站 | 2–4元 | 顺德鸿运          |              |
| | 933                      | 都宁寨边村           | 主线 ⇆                   | 龙涌市场               | 2元   | 顺德鸿运          |              |
| 特班 ⇆ | 933                      | 都宁寨边村           | 西南工业区（德尔玛公司） |                        | 2元   | 顺德鸿运          |              |
| | M3003北滘公园 地铁接驳线 | 北滘公园B1口         | ↻                        | 北滘公园B1口           | 2元   | 顺德鸿运          | 仅工作日服务 |

## 历史
本站在规划和施工阶段均被称为北滘新城站。本站在佛山地铁规划早期以3号线的一般中途车站出现；后来广州7号线规划确定西延至顺德北滘后，本站因而成为换乘车站，并成为广州7号线西延段的西端终点站；后来因广州7号线需要设置停车场的缘故，西端终点站延伸至美的大道，本站改为中途站。
本站于2017年3月12日开始围蔽以进行地铁车站建设；2019年5月16日，本站完成主体结构底板施工；2019年9月2日，本站的主体结构封顶。
2021年，本站随广州7号线西延段车站命名，被定名为北滘公园站。

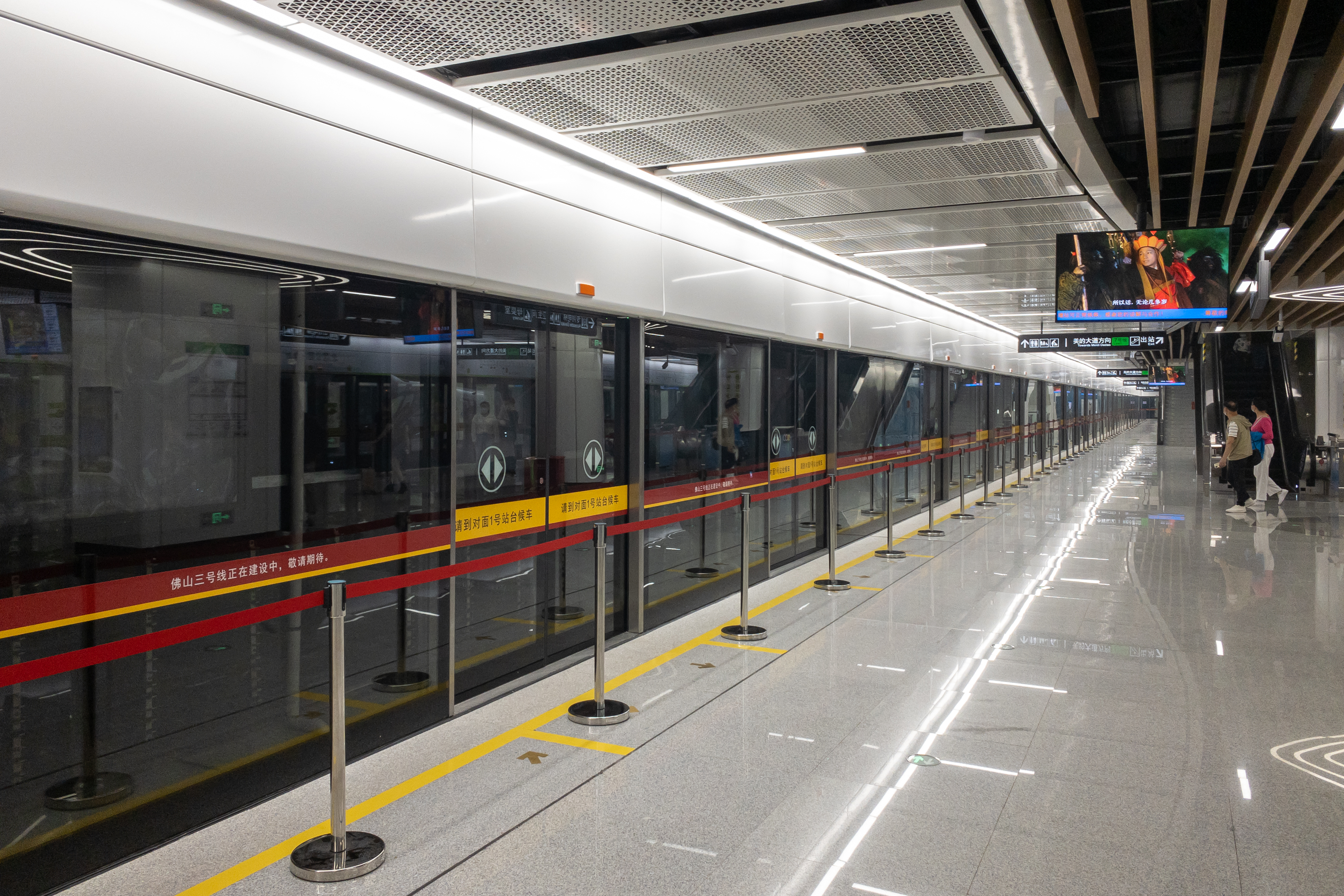
车站启用初期时的4号站台

2022年5月1日14时，本站随广州7号线西延段开通而启用。广州7号线开通时，仅启用了分别位于两侧岛式站台的1号和2号站台供广州7号线使用。两侧岛式站台的佛山3号线部分和中央岛式站台则已安装好屏蔽门，并留待佛山3号线开通时启用。
2022年10-11月疫情期间，本站曾受防控措施影响，于11月28日至11月30日晚暂停服务。
2022年12月28日中午12时，随着佛山3号线首通段开通，本站佛山3号线站台和中央站台、以及D出入口启用。